# Jimmy Quinn (Fußballspieler, 1959)
James Martin „Jimmy“ Quinn (* 18. November 1959 in Belfast) ist ein ehemaliger nordirischer Fußballspieler und -trainer. Als Mittelstürmer war er ab Anfang der 1980er-Jahre als Torjäger von Swindon Town bekannt und war danach vor allem zwischen 1992 und 1997 in Diensten des FC Reading erfolgreich. Darüber hinaus absolvierte er 46 A-Länderspiele für die nordirische Nationalmannschaft und war Teil des Kaders der WM-Endrunde 1986 in Mexiko. Dort kam er jedoch in den drei Gruppenspielen nicht zum Einsatz.

## Sportlicher Werdegang

### Vereinskarriere
Quinns Karriere begann jenseits des Profifußballs bei englischen Amateurvereinen wie Whitchurch Alport und Congleton Town. Zu Beginn der 1980er-Jahre fiel er dann als Torjäger des walisischen Klubs Oswestry Town, der ebenfalls in England in der Northern Premier League aktiv war, auf. Im Dezember 1981 verpflichtete ihn für eine Ablösesumme von 10.000 Pfund der Drittligist Swindon Town, der damals von John Trollope trainiert wurde. Er musste drei Monate auf sein Debüt warten und wurde dann beim 2:2 gegen den FC Walsall erstmals eingewechselt. Sein erster Start in der Anfangsformation folgte gegen Ende der Saison 1981/82 und an der Seite seines neuen Sturmpartners Paul Rideout gewann Swindon am 4. Mai 1982 gegen Oxford United mit 3:2. Dieser Sieg war jedoch nicht mehr entscheidend, da Swindon Town trotzdem zum ersten Mal in der Vereinsgeschichte in die vierte Liga absteigen musste. Quinn benötigte noch ein weiteres Jahr, bevor er sich in der Spielzeit 1983/84 einen Stammplatz eroberte, nachdem er im FA Cup zwei Tore zum 7:0-Auswärtssieg gegen Kettering Town beigesteuert hatte und in der folgenden Ligapartie einen weiteren Doppelschlag gegen Mansfield Town folgen ließ. Als er dann ein weiteres Pokaltor gegen die Blackburn Rovers (1:2) folgen ließ, war der gegnerische Zweitligist von seiner Leistung derart beeindruckt, dass die Rovers ihn im August 1984 für 32.000 Pfund unter Vertrag nahmen.
In Blackburn startete er zunächst mit einem Achtungserfolg und erzielte zehn Ligatreffer in der Saison 1984/85, verpasste aber knapp die Qualifikation für die Playoff-Spiele. Anschließend ging ihm seine Treffsicherheit verloren und mit gerade einmal sieben Meisterschaftstoren in 46 Partien kehrte Quinn im Dezember 1986 zu seinem Ex-Klub Swindon Town zurück, der ein halbes Jahr zuvor in die dritte Liga zurückgekehrt war. Die Ablösesumme betrug 50.000 Pfund und er war unter Trainer Lou Macari sofort Teil der Startelf. In den restlichen Begegnungen der Saison 1986/87 schoss Quinn neun Ligatore, die mit dazu beitrugen, dass sich Swindon Town für die Playoff-Spiele qualifizierte. Hier gelang mit einem Finalerfolg gegen den FC Gillingham der Durchmarsch in die Zweitklassigkeit, wobei Quinn im Entscheidungsspiel (2:0) verletzungsbedingt fehlte. In der darauffolgenden Spielzeit 1987/88 befand sich Quinn in Topform mit 31 Pflichtspieltoren, darunter 21 in der Second Division. Den zum Saisonende auslaufenden Vertrag wollte Quinn nicht verlängern und wechselte dann innerhalb der zweiten Liga im Juni 1988 zu Leicester City für 210.000 Pfund. Quinns Aufenthalt in Leicester dauerte nur weniger als neun Monate und obwohl er zu 31 Ligaeinsätzen kam, waren davon 18 nur über Einwechslungen. Auch die Torausbeute war mit sechs Treffern mäßig, so dass er im März 1989 zum Ligakonkurrenten Bradford City weiterzog. Dort führte er sich in den verbleibenden Partien der Saison 1988/89 mit einer beachtlichen Torquote von acht Treffern aus zwölf Ligapartien gut ein. Zum Jahresende hin interessierte sich dann der Erstligaabsteiger West Ham United für ihn und zahlte die Summe von 320.000 Pfund für seine Dienste. Quinns neuer Trainer war dabei mit Lou Macari ein alter Bekannter.
Die „Hammers“ befanden sich zu dieser Zeit in einer Krise. Das Ziel des Wiederaufstiegs war in weite Ferne gerückt und kurz vor Quinns Verpflichtung war noch Trevor Morley im Sturm sowie Ian Bishop im Mittelfeld von Manchester City gegen Mark Ward getauscht worden. Erstmals am Neujahrstag kam Quinn gegen den FC Barnsley (4:2) zum Zug, bei dem Morley zwei Tore gelangen, während Quinns Auftreten einigen Zuschauern rätselhaft vorkam, da er sich nur wenig bewegte. Sein erstes Tor gelang ihm beim 1:1-Remis bei Plymouth Argyle und nach dem Trainerwechsel hin zu Billy Bonds avancierte er zum Torjäger. Vor allem mit seiner Kopfballstärke gelangen ihm zum Ende der Spielzeit 1990/91 noch zwölf Tore, die fast noch die Qualifikation für die Playoffs gereicht hätten. Das Schnittmuster seiner Treffer war dabei stets ähnlich mit einer Flanke auf den kurzen oder langen Pfosten, an dem sich Quinn positioniert hatte und den gegnerischen Abwehrspieler übersprang. Gelegentlich konnte er auch mit dem Fuß per guter Annahme den Ball in der Offensive „festmachen“, aber sein Terrain war zumeist „in der Luft“. Schnell wurde er aufgrund seiner geringen Beweglichkeit mit dem Spitznamen „Jimmy the Tree“ versehen. Nachdem er dann zu Beginn der anschließenden Saison 1990/91 zumeist nur von der Ersatzbank über Einwechslungen hinter den Stürmern Morley und Frank McAvennie zum Einsatz gekommen war, sorgte sein (erneut wichtiges) Kopfballtor gegen Ipswich Town für seine Rückkehr in die Startelf. Er war danach eine feste Größe der Mannschaft, die hinter Oldham Athletic die Zweitliga-Vizemeisterschaft gewann und damit in die höchste englische Spielklasse zurückkehrte. Insgesamt waren ihm bis Mitte 1991 in 57 Pflichtspielen 22 Tore für West Ham United gelungen. Etwas überraschend ließ der Klub ihn dann für gerade einmal 40.000 Pfund zum Drittligisten AFC Bournemouth ziehen. Ungeachtet der Tatsache, dass Quinn nicht das Niveau eines englischen Erstligastürmers für eine Startelf zu haben schien, war er doch noch regelmäßig in der nordirischen Nationalmannschaft unterwegs und hätte mutmaßlich neben den Angreifern Mike Small, Morley und McAvennie einen Beitrag leisten können, um den folgenden (weiteren) Abstieg als Tabellenletzter zu verhindern. Obwohl Quinn nur eine Saison bei dem Südküstenklub blieb, schoss er in 43 Pflichtspielen 19 Tore, bevor er im Juli 1992 beim Drittligakonkurrenten FC Reading anheuerte.
Beim FC Reading fand er für die nächsten fünf Jahre eine sportliche Heimat. Ihm gelangen in 294 Pflichtspielen 94 Tore und besonders in der Saison 1993/94 trug er maßgeblich zum Aufstieg in die zweithöchste Spielklasse bei. Mit 35 Saisontreffern war er dabei nicht nur Torschützenkönig der dritten Liga; er erzielte damit auch die beste Ausbeute im gesamten englischen Profifußball. Dass in der darauf folgenden Zweitligasaison 1994/95 nicht der direkte Durchmarsch in die Premier League gelang, lag in der Ligaverkleinerung der höchsten englischen Spielklasse begründet. So musste Reading als Vizemeister in die Playoff-Spiele gehen und dort unterlag das Team im Finale den Bolton Wanderers nach Verlängerung. Hier verkürzte Quinn in der 119. Minute noch einmal zum 3:4-Endstand. Nach einer Saison 1997/98 beim Viertligisten Peterborough United kehrte Quinn ein drittes Mal zu Swindon Town zurück, primär als Trainer und Nachfolger von Steve McMahon.
Zwar gelang Quinn in der Spielzeit 1998/99 der Klassenerhalt, aber finanziell war der Klub in eine finanzielle Schieflage geraten und musste eine Reihe von Spielern verkaufen, ohne direkten Ersatz dafür zu finden. So musste auch Quinn weiter als Spieler aushelfen und streifte sich gemäß seines Alters das Trikot mit der Nummer 40 über. Von November 2000 bis zum Ende der Saison 1999/2000 war Swindon Tabellenletzter und brach dabei den Negativrekord von 19 Spielen ohne Sieg. Nach dem Feststehen des Abstiegs wurde Quinn entlassen. Ein fader Beigeschmack bestand darin, dass nur wenige Tage später Colin Todd als neuer Trainer präsentiert wurde und damit Mutmaßungen nährte, dass diese Personalie schon vor Quinns Demission perfekt gemacht worden war. Trotz seines fortgeschrittenen Fußballeralters ließ er bei kleineren Klubs wie Northwich Victoria (2000), Hereford United (2000), Highworth Town (2000–2001), dem FC Hayes (2001), erneut Northwich Victoria (2001–2003), Shrewsbury Town (2003–2004) und zuletzt Nantwich Town (2005–2006) die aktive Karriere ausklingen. Hierbei waren als Meilensteine die Rückkehr von Shrewsbury in die Football League und der Gewinn der FA Vase im Jahr 2006 mit Nantwich Town zu nennen.

### Nordirische Nationalmannschaft
Quinn debütierte für die nordirische Nationalmannschaft am 16. Oktober 1984 anlässlich eines Freundschaftsspiels gegen Israel (3:0) und schoss auf Anhieb ein Tor. Er war daraufhin eine feste Größe im nordirischen Kader. In der entscheidenden Phase zur WM-Qualifikation besorgte er am 16. Oktober 1985 das einzige Tor des Spiels gegen Rumänien und war dann auch vertreten beim 0:0 gegen England knapp einen Monat später, das die Qualifikation sicherte. Beim Turnier in Mexiko selbst wurde Quinn jedoch nicht berücksichtigt und konnte somit das Aus für Nordirland nach der Vorrunde nicht verhindern. Ohne ein weiteres Mal an der Endrunde eines großen Turniers teilnehmen zu dürfen, blieb Quinn noch ein knappes Jahrzehnt lang nordirischer Nationalspieler, bevor er sich am 15. November 1995 mit einer Einwechslung gegen Österreich (5:3) verabschiedete. Er schoss insgesamt 12 Tore und seine Bilanz der 46 Länderspiele war ausgeglichen mit jeweils 17 Siegen und Niederlagen, dazu 12 Remis.

### Trainerstationen
Nach dem Weggang von Mark McGhee zu Leicester City im Dezember 1994 übernahm Quinn beim FC Reading das Amt des Spielertrainers an der Seite von Mick Gooding. Der Gewinn der Zweitliga-Vizemeisterschaft war jedoch nicht verbunden mit dem Aufstieg in die Premier League, da diese von 22 auf 20 Mannschaft reduziert wurde. Stattdessen musste sich Reading in den Playoffs behaupten und verlor dort gegen die Bolton Wanderers. Damit war der FC Reading der einzige Vizemeister einer englischen zweiten Liga, der nicht automatisch aufstieg. Nach zwei weiteren Jahren mit Reading im Abstiegskampf und einer Zwischenetappe beim Viertligisten Peterborough United übernahm Quinn im Oktober 1998 bei seinem Ex-Klub Swindon Town die Trainernachfolge von Steve McMahon. Als in der Saison 1999/2000 der Zweitligaabstieg feststand,
folgten weitere Spielerengagements für Northwich Victoria, Hereford United, Highworth Town und den FC Hayes, bevor er nunmehr als Trainer nach Northwich zurückkehrte; dennoch lief er noch 46-mal für den Klub auf und schoss acht Tore.
Zu Beginn der Saison 2003/04 wurde Quinn Spielertrainer von Shrewsbury Town, das sich kurz zuvor über den Abstieg aus der vierten Liga aus der Football League verabschiedet hatte. Es gelang ihm letztlich auf Anhieb die Rückkehr ins Profifußballgeschäft über die Playoffs der fünften Liga. Im Finale wurde Aldershot Town nach Elfmeterschießen besiegt und, obwohl er schon 44 Jahre alt war, hatte Quinn noch 15 Ligapartien bestritten und vier Tore geschossen. Kurz darauf trat er im Oktober 2004 nach einem schleppenden Start in die Saison 2004/05 von seinem Posten zurück, wurde danach Kotrainer bei Peterborough United und fand dann im Dezember 2005 bei norwegischen Drittligisten Egersunds IK eine neue Aufgabe. Obwohl er dort gute Arbeit leistete, entschied er sich nach nur fünf Monaten aus persönlichen Gründen nach England zurückkehren zu wollen. Mitte September 2006 unterschrieb er bei Cambridge United einen Zweijahresvertrag. Der Klub kämpfte um die Existenz in der fünften Liga und sein früherer Mitspieler in Peterborough Steve Castle wurde ihm an die Seite gestellt. Der intensive Kampf um den Klassenerhalt dauerte bis zum letzten Spieltag an und endete mit dem gesicherten 17. Abschlusstabellenrang. In der neuen Saison 2007/08 startete Cambridge gut und der Verein thronte zwischenzeitlich an der Tabellenspitze. Am Ende gelangte der Klub in die Playoff-Spiele, verlor dort jedoch im Finale gegen Exeter City mit 0:1. Im Juni 2008 trennte sich der Verein von Quinn in „stillschweigendem Einverständnis“.
Anfang September 2008 wurde Quinn als Nachfolger von Kevin Bond neuer Trainer des AFC Bournemouth. Das Engagement war kurzlebig, denn bereits zum Jahresende wurde er nach einer Serie schwacher Ergebnisse und der 0:2-Heimniederlage gegen den Abstiegskandidaten FC Barnet wieder freigestellt. Mehr als zwei Jahre später übernahm er im März 2011 in der Northern Premier League die Betreuung seines Ex-Klubs Nantwich Town und übte das Traineramt bis Mitte März 2013 aus.

## Titel/Auszeichnungen
- PFA Team of the Year (2): 1993/94 (3. Liga), 1997/98 (4. Liga)
- FA Vase (1): 2005/06